# Хандроантус
Хандроантус (лат. Handroanthus) — род растений семейства Бигнониевые (Bignoniaceae), распространённый преимущественно в Центральной и Южной Америке.
Род назван в честь бразильского ботаника Освальдо Хандро, к фамилии которого добавлено слово «цветок» (др.-греч. ἄνθος, anthos).

## Ботаническое описание
Деревья, реже кустарники. Древесина твёрдая и тяжелая, с большим содержанием лапахола; ядро отличается от заболони, от оливково-коричневой до черноватой. Листья из (3)5—9 листочков, листочки от узкоэллиптических или широкояйцевидных; опушённые, по крайней мере, вдоль жилок; черешочки до 9 см; черешок до 30 см длиной.
Соцветие дихотомически разветвлённое. Чашечка кожистая, колокольчатая, 5-лопастная. Венчик жёлтый или пурпурный с жёлтым зевом, от трубчато-воронковидного до трубчато-колокольчатого. Тычинки двусильные; теки пыльника растопыренные. Завязь от конической до линейно-продолговатой; семязачатки в каждом гнезде по 2—10 рядов. Плод — коробочка, от линейной до цилиндрической. Семена тонкие, крылатые; крыльев 2, прозрачно-плёнчатые, хорошо отграничены от семени.

## Виды
Род включает 36 видов:
- Handroanthus abayoy Villarroel & G.A.Parada
- Handroanthus albus (Cham.) Mattos typus[1]
- Handroanthus arianeae (A.H.Gentry) S.O.Grose
- Handroanthus barbatus (E.Mey.) Mattos
- Handroanthus billbergii (Bureau & K.Schum.) S.O.Grose
- Handroanthus botelhensis (A.H.Gentry) S.O.Grose
- Handroanthus bureavii (Sandwith) S.O.Grose
- Handroanthus capitatus (Bureau & K.Schum.) Mattos
- Handroanthus catarinensis (A.H.Gentry) S.O.Grose
- Handroanthus chrysanthus (Jacq.) S.O.Grose — Хандроантус золотистоцветковый
- Handroanthus chrysotrichus (Mart. ex DC.) Mattos — Хандроантус золотистый
- Handroanthus coralibe (Standl.) S.O.Grose
- Handroanthus coronatus (Proença & Farias) Farias
- Handroanthus cristatus (A.H.Gentry) S.O.Grose
- Handroanthus diamantinensis F.Esp.Santo & M.M.Silva
- Handroanthus floccosus (Klotzsch) Mattos
- Handroanthus grandiflorus F.Esp.Santo & M.M.Silva
- Handroanthus guayacan (Seem.) S.O.Grose
- Handroanthus heptaphyllus (Vell.) Mattos
- Handroanthus impetiginosus (Mart. ex DC.) Mattos — Муравьиное дерево
- Handroanthus incanus (A.H.Gentry) S.O.Grose
- Handroanthus lapacho (K.Schum.) S.O.Grose
- Handroanthus obscurus (Bureau & K.Schum.) Mattos
- Handroanthus ochraceus (Cham.) Mattos
- Handroanthus parviflorus F.Esp.Santo & M.M.Silva
- Handroanthus pedicellatus (Bureau & K.Schum.) Mattos
- Handroanthus pulcherrimus (Sandwith) S.O.Grose
- Handroanthus pumilus (A.H.Gentry) S.O.Grose
- Handroanthus riodocensis (A.H.Gentry) S.O.Grose
- Handroanthus selachidentatus (A.H.Gentry) S.O.Grose
- Handroanthus serratifolius (Vahl) S.O.Grose
- Handroanthus speciosus (DC. ex Mart.) M.Nascim., J.F.B.Pastore & Zuntini
- Handroanthus spongiosus (Rizzini) S.O.Grose
- Handroanthus subtilis (Sprague & Sandwith) S.O.Grose
- Handroanthus uleanus (Kraenzl.) S.O.Grose
- Handroanthus umbellatus (Sond.) Mattos